# Campeonato Mundial Interclubes de Basquete Feminino
O Campeonato Mundial Interclubes de Basquete Feminino foi um torneio de basquete que ocorreu entre 1991 e 1998. O time que mais vezes conquistou o campeonato foi a Ponte Preta, com 2 títulos.

## Campeonatos
| Edição | Ano  | Sede      | Campeão                       | Vice - Campeão                    |
| I      | 1991 | São Paulo | Constecca-Sedox · Brasil      | Classista BCN · Brasil            |
| II     | 1992 | São Paulo | Dorna Godella · Espanha       | Leite Moça · Brasil               |
| III    | 1993 | Guarulhos | Ponte Preta · Brasil          | Primizie Basket Parma · Itália    |
| IV     | 1994 | Guarulhos | Ponte Preta · Brasil          | CESP/Unimep · Brasil              |
| V      | 1995 | Paulínia  | Pool Comense · Itália         | Cercle Jean Macé-Bourges · França |
| VI     | 1997 | Santos    | Data Control · Brasil         | Australia · Austrália             |
| VII    | 1998 | Londrina  | Classista BCN/Osasco · Brasil | SCP Ruzomberok · Eslováquia       |

Fonte: Rodrigo Garcia Basketball.

### Títulos por equipe
| Equipe                   | Pais    | Títulos | Vice-campeão | Anos Campeão |
| ------------------------ | ------- | ------- | ------------ | ------------ |
| Ponte Preta              | Brasil  | 2       | 0            | 1993, 1994   |
| Classista BCN/Osasco     | Brasil  | 1       | 1            | 1998         |
| Atlético Constecca-Sedox | Brasil  | 1       | 0            | 1991         |
| Club Dorna               | Espanha | 1       | 0            | 1992         |
| Pool Comense             | Itália  | 1       | 0            | 1995         |
| Data Control             | Brasil  | 1       | 0            | 1997         |

### Títulos por país
| País    | Títulos | Subtítulos |
| ------- | ------- | ---------- |
| Brasil  | 5       | 3          |
| Itália  | 1       | 1          |
| Espanha | 1       | 0          |